# Foton Lovol

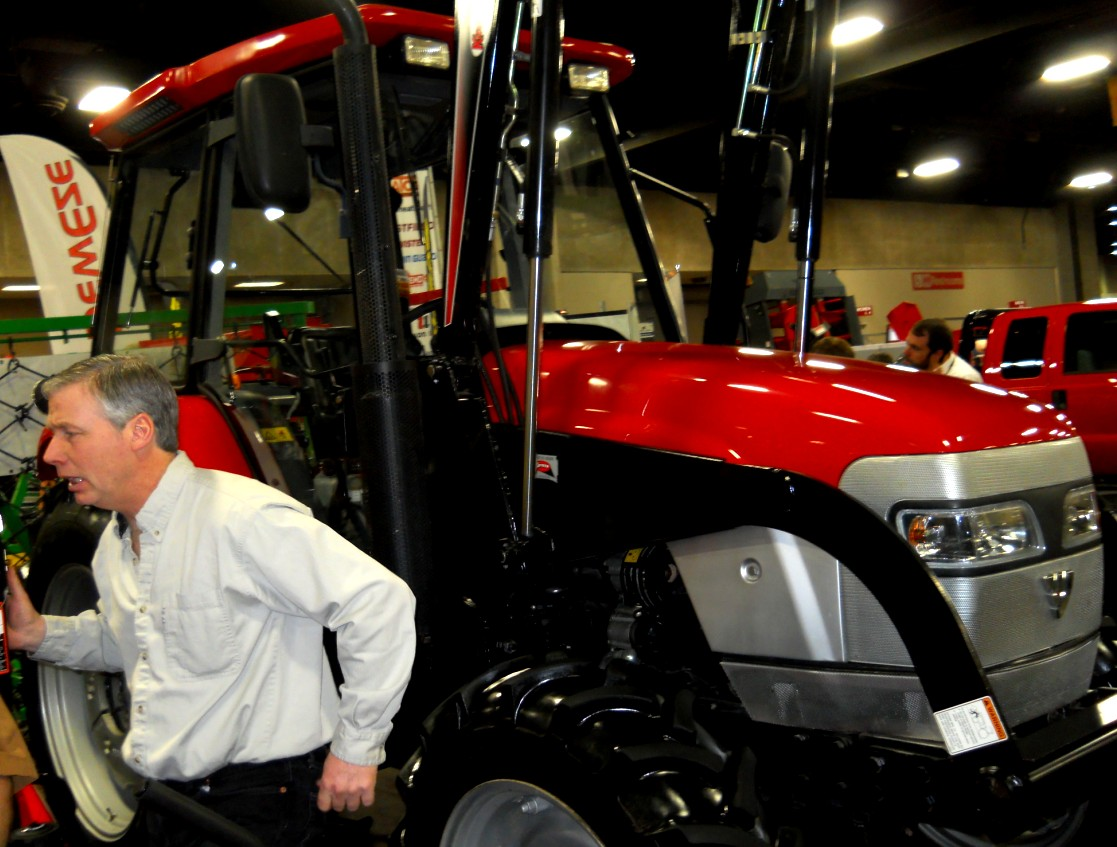
Ciągnik rolniczy Foton 804

Foton Lovol – chiński producent maszyn rolniczych, budowlanych i innych pojazdów z siedzibą w Weifang, w prowincji Shandong.

## Historia
Fabryka w Weifang została utworzona 28 sierpnia 1998 roku przez Beiqi Foton Motor. 7 grudnia 2000 roku wprowadzono do sprzedaży ciągniki rolnicze FT500, FT600, FT700. 17 września 2004 roku zostało założone Shandong Foton Heavy Industries Co. Ltd. 
We wrześniu 2006 roku została zawarta umowa z POL-MOT Warfama S.A. o kooperacji w zakresie dystrybucji i sprzedaży ciągników rolniczych w Europie o mocy 90, 82, 70 i 60 KM.
W 2008 roku do grupy Foton dołączyła spółka join venture Perkins Engines (Tianjin) Limited zmieniając swoją nazwę na Tianjin Lovol Engines Co., Ltd. W 2011 roku w Bolonii, we Włoszech, powstał europejski oddział firmy. W styczniu 2015 roku włoski producent maszyn do siewu Matermacc stał się częścią firmy Foton Lovol. W 2015 Foton Lovol stał się właścicielem dwóch włoskich marek Bubba i Arbos. 15 sierpnia 2015 roku europejski oddział firmy przyjął nazwę Lovol Arbos Group Spa. 24 grudnia 2015 r. po okresie recesji do grupy dołączyła firma Goldoni S.p.A.